# Poliamina

putrescina

cadaverina

espermidina

espermina

Una poliamina és un compost orgànic que té dos o més grups amino principals -NH₂.
Aquesta classe de compostos és important per proporcionar material de base per a la indústria química, com per exemple l'etilèdiamina H2N-CH₂-CH₂-NH₂, 1,3-diaminopropà H₂N-(CH₂)₃-NH₂, i hexametilèdiamina H₂N-(CH₂)₆-NH₂. També inclou moltes substàncies que tenen un paper important tant en les cèl·lules eucariotes com procariotes, com són la putrescina H₂N-(CH₂)₄-NH₂, cadaverina H₂N-(CH₂)₅-NH₂, espermidina H₂N-((CH₂)₄-NH-)₂-H, i espermina H₂N-((CH₂)₄-NH-)₃-H.

## Funcions
La seva funció real no està clara. Com a cations s'enllacen a l'ADN. Si s'inhibeix la síntesi cel·lular de poliamines el creixement cel·lular es para o es retarda severament.
Entre altres coses les poliamines estan implicades en modular la senescència dels òrgans en les plantes i per tent es consideren una fitohormona.